# Musseromys
Musseromys és un gènere de rosegadors de la família dels múrids.

## Etimologia
El nom genèric deriva de la combinació del cognom de Guy Graham Musser, zoòleg estatunidenc expert en múrids i el sufix grec -mys, que es fa servir per a formes semblants als ratolins.

## Descripció

### Dimensions
El gènere Musseromys agrupa rosegadors de petites dimensions, amb una llargada corporal de 74–88 mm, una cua de 82–101 mm i un pes de fins a 22 g.

### Característiques cranials
El crani és petit però robust amb el rostre relativament curt, sense crestes i un neurocrani gros, arrodonit i llis. Les bul·les auditives són petites.

### Aspecte
El pelatge és curt, espès i tou. Les parts dorsals varien del vermell-taronja al marró-rogenc fosc, mentre que les parts ventrals són més clares. El cap és proporcionalment gros i ample, amb el musell curt, les vibrisses són bastant llargues i són presents també en una àrea de pell nua a sobre dels ulls.

## Distribució
El gènere és conegut només a la serralada central de l'illa de Luzon, a les Filipines.